# Cioburciu
Cioburciu es una localidad de Moldavia en el distrito (raión) de Ștefan Vodă.

## Geografía
Se encuentra a una altitud de 108 m s. n. m. a 106 km de la capital nacional, Chisináu.

## Demografía
En el censo 2014 el total de población de la localidad fue de 2 573 habitantes.